# Deborah Gravenstijn
Dibora Monick Olga Gravenstijn, detta Deborah (Tholen, 20 agosto 1974), è una judoka olandese, vincitrice della medaglia di bronzo ad Atene 2004 e d'argento a Pechino 2008 nella categoria 57 kg.

## Palmarès
- Giochi Olimpici

Atene 2004: bronzo nei 57 kg.
Pechino 2008: argento nei 57 kg.
- Campionati mondiali di judo

Monaco di Baviera 2001: argento nei 57 kg.
Osaka 2003: bronzo nei 57 kg.